# After the Storm
After The Storm es el octavo álbum de estudio del grupo Crosby, Stills & Nash, publicado por la compañía discográfica Atlantic Records en agosto de 1994. El álbum, a excepción de reediciones, fue la última publicación bajo el sello Atlantic durante casi dos décadas, y alcanzó el puesto 98 en la lista estadounidense Billboard 200, la posición más baja para un álbum de estudio del grupo. 

## Historia
Con la esperanza de tener un nuevo trabajo en conmemoración del 25º aniversario de su álbum debut, el trío comenzó a grabar en febrero de 1994. A diferencia de su predecesor, Live It Up, y con la excepción de una versión de una canción de The Beatles, todas las composiciones son de los miembros del grupo. Sin embargo, se convirtió en el segundo trabajo consecutivo en obtener críticas mixtas o negativas de la prensa musical. 
After the Storm fue grabado en varios estudios del área de Los Ángeles. «Only Waiting for You», «Camera», «It Won't Go Away», «In My Life», «Bad Boyz», «After the Storm» y «Panama» fueron grabados en los O'Henry Sound Studios de Burbank, California. «Unequal Love», «Till It Shines» y «These Empty Days» fueron grabados en los Groove Masters Studios, propiedad de Jackson Browne, en Santa Mónica. «Find a Dream» y «Street To Lean On» fueron grabados en los Ocean Way Studios de Hollywood. 

## Lista de canciones
| N.º | Título                 | Escritor(es)                 | Fecha de grabación    | Duración |  |
| 1.  | «Only Waiting For You» | Stephen Stills               | 1 de julio de 1994    | 3:57     |  |
| 2.  | «Find A Dream»         | Graham Nash                  | 17 de febrero de 1994 | 3:51     |  |
| 3.  | «Camera»               | David Crosby, Stephen Stills | 25 de abril de 1994   | 4:18     |  |
| 4.  | «Unequal Love»         | Graham Nash                  | 27 de enero de 1994   | 4:44     |  |
| 5.  | «Till It Shines»       | David Crosby                 | 1 de febrero de 1994  | 4:19     |  |
| 6.  | «It Won't Go Away»     | Stephen Stills               | 21 de abril de 1994   | 4:17     |  |
| 7.  | «These Empty Days»     | Graham Nash, David Crosby    | 2 de febrero de 1994  | 2:30     |  |
| 8.  | «In My Life»           | John Lennon, Paul McCartney  | 5 de abril de 1994    | 2:20     |  |
| 9.  | «Street to Lean On»    | David Crosby                 | 16 de febrero de 1994 | 3:35     |  |
| 10. | «Bad Boyz»             | Stephen Stills               | 20 de abril de 1994   | 4:16     |  |
| 11. | «After the Storm»      | Graham Nash                  | 11 de abril de 1994   | 3:34     |  |
| 12. | «Panama»               | Stephen Stills               | 26 de abril de 1994   | 4:15     |  |

## Personal
- David Crosby: voz, guitarra acústica en "Find A Dream" y "After the Storm"; guitarra nacional en "After the Storm"
- Stephen Stills: voz y guitarras en todos los temas excepto "Street to Lean On" y "After the Storm" bajo en "Only Waiting for You" and "It Won't Go Away"; piano en "Only Waiting for You"
- Graham Nash: voz y guitarra acústica en "Find A Dream" "Unequal Love," y "After the Storm"; armónica en "Find A Dream" "Unequal Love," y "In My Life" piano en "Find A Dream"
- Ethan Johns: batería en "Find A Dream," "Unequal Love," "Till It Shines," "These Empty Days," "In My Life," "Street to Lean On," "Bad Boyz," y "After the Storm"; percusión en "Find A Dream," "Unequal Love," "Till It Shines," "Bad Boyz," y "After the Storm"; guitarras en "Find A Dream," "Till It Shines," "These Empty Days," "Street to Lean On," y "Bad Boyz"; mandocello en "In My Life"
- Michael Finnigan: órgano en "Only Waiting for You," "Till It Shines," "It Won't Go Away," "Street to Lean On," y "Bad Boyz"; sintetizador y coros en "Only Waiting for You"
- Chris Stills: guitarra acústica en "In My Life"; guitarra española en "Panama"; piano en "These Empty Days"
- Michael Hedges: guitarra en "Street to Lean On"
- Craig Doerge: teclados en "After the Storm"
- Benmont Tench: órgano hammond B-3 en "Unequal Love"
- Joe Rotondi: teclados en "Panama"
- James "Hutch" Hutchinson: bajo en "Find A Dream," "Unequal Love," "Till It Shines," "These Empty Days," y "Street to Lean On"
- Alexis Sklarevski: bajo en "Camera," "Bad Boyz," y "Panama"
- Daniel "Freebo" Friedberg: bajo en "After the Storm"
- Rick Marotta: batería en "It Won't Go Away" y "Bad Boyz"
- Tris Imboden: batería en "Camera" y "Panama"
- Jody Cortez: batería en "Only Waiting for You"
- Rafael Padila: percusión en "Camera" y "Panama"
- Lenny Castro: percusión en "Only Waiting for You"
- Jen Stills: coros en "After the Storm"

## Posición en listas
| País           | Lista              | Posición |
| -------------- | ------------------ | -------- |
| Estados Unidos | Billboard 200      | 98       |
| Países Bajos   | Mega Album Top 100 | 71       |